# 千野谷黒鉛鉱山
千野谷黒鉛鉱山（）は、富山県富山市（旧大山町）に存在した鉱山。富山地方鉄道上滝駅南方12キロメートルほど、小原地区河内集落のはずれに位置した。明治時代から昭和時代にかけて稼働し、一時は日本唯一の黒鉛を生産する鉱山として活況を呈した。

## 概要
1896年頃、元加賀藩士、近藤幸即が鉱山の開発を始め、昭和初期まで近藤家が経営を続けた。昭和初期の頃には荷馬車で公園下駅（現大川寺駅）北側の精錬所まで原石を輸送し、ボールミルで粉砕して精錬、出荷が行われていた。1939年に日満アルミニューム（後の昭和電工グループ）が経営権を握り子会社化されたが、第二次世界大戦後の財閥解体時に切り離され昭和黒鉛として独立経営となった。戦前の日本の黒鉛鉱山の大半は朝鮮半島にあったため、戦後は千野谷黒鉛鉱山が国内唯一の貴重な存在となった。このためGHQ富山軍政部のテコ入れもあり、融資を受けて精錬設備の近代化と鉱山の規模拡大が行われた。1946年当時、坑道延長は約300メートルほどで粗鉱生産量も月平均100トン程度であったが、1950年頃までには約500メートル程度に拡大している。1948年からは鉱石を馬車、簡易索道、トラックを組み合わせて上滝駅まで運搬、黒部駅に隣接した三日市精錬所まで輸送して精錬が行われたが、1950年までに山元に浮遊選鉱による精錬施設が整えられた。しかしながら後述する鉱害が顕在化し始めたことから、1951年に昭和黒鉛は日本鉱業に操業に関する権利を貸与、さらに1958年には個人に鉱業権が移った。1960年代に入ると資源の枯渇や人工黒鉛の出現により、生産量は次第に低調となり1967年に鉱山は閉山した。

## 鉱害
1950年より、山元で浮遊選鉱を取り入れた精錬が行われるようになると熊野川が白濁し、生活用水や農業用水の取水が困難になった。1953年には、地域の農民が富山県に対し河川水の利用差し止めを求めたため、選鉱施設の使用は一時的に停止に追い込まれた。農民と鉱山との折衝は難航したが、沈殿施設の増強や産業廃棄物の処理施設を設置を約束して施設を再稼働させている。また、精練所の黒鉛が風で飛散し近隣の中学校（現富山市立上滝中学校）周辺を黒く汚染させたため、鉱山側が代償としてグラウンドにバックネットを寄贈するといったことも行われた。